# Коминтерн (Воронежская область)
Коминте́рн — посёлок в Таловском районе Воронежской области России.
Входит в состав Александровского сельского поселения.

## История
До 2015 года посёлок являлся административным центром упразднённого Васильевского сельского поселения.

## Население
| 2010 |
| ---- |
| 162  |

## Улицы
- ул. Заречная,
- ул. Молодёжная,
- ул. Центральная.